# CA 3 de Febrero

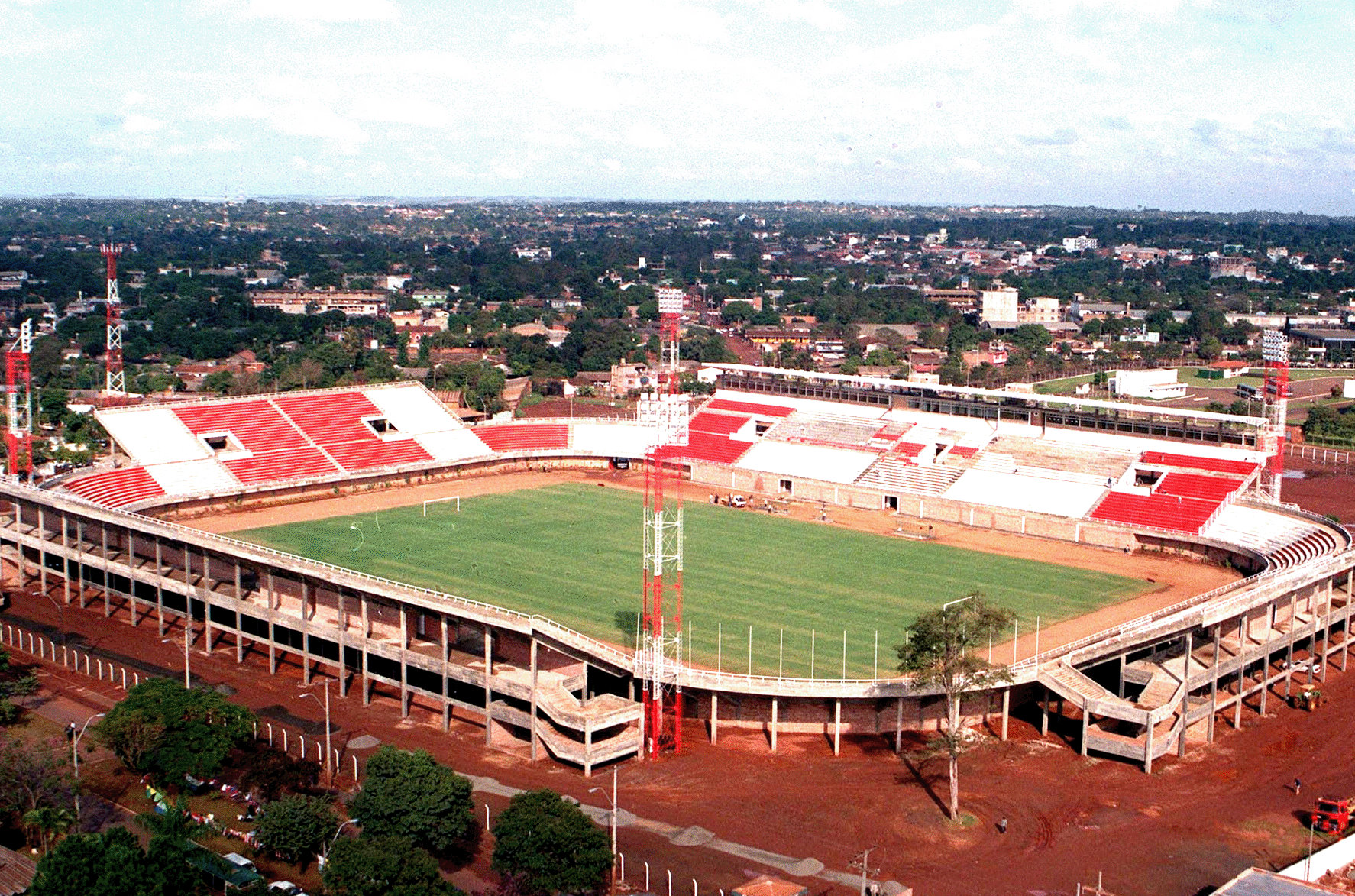
Estadio Antonio Oddone Sarubbi

Club Atlético 3 de Febrero je paraguayský fotbalový klub sídlící ve městě Ciudad del Este v departementu Alto Paraná. Byl založen v listopadu 1970 a své domácí zápasy hraje na stadionu Estadio Antonio Oddone Sarubbi s kapacitou 28 000 míst.
V sezóně 2016 účinkuje v paraguayské druhé lize División Intermedia, v minulosti hrál i v nejvyšší paraguayské lize Primera División.

## Úspěchy
- 2× vítěz División Intermedia (2004, 2013)[2]